# Autoroute du pôle Sud
L'autoroute du pôle Sud est une route de glace en Antarctique qui relie la station côtière de McMurdo à la base antarctique Amundsen-Scott au pôle Sud. La construction de celle-ci a commencé en 2003 et s'est achevée au début de l'année 2006.

## Caractéristiques
Cette autoroute a une longueur de près de 1 600 km. La construction de celle-ci s'est faite en nivelant la neige et en bouchant les crevasses. Elle n'est pas pavée, elle est faite de neige et de glace, et n'est utilisée que durant l'été (une centaine de jours par an).
Le long de cette route, un câble en fibre optique relie également les deux stations. Celui-ci permet d'améliorer grandement les communications avec la station d'Amundsen-Scott.

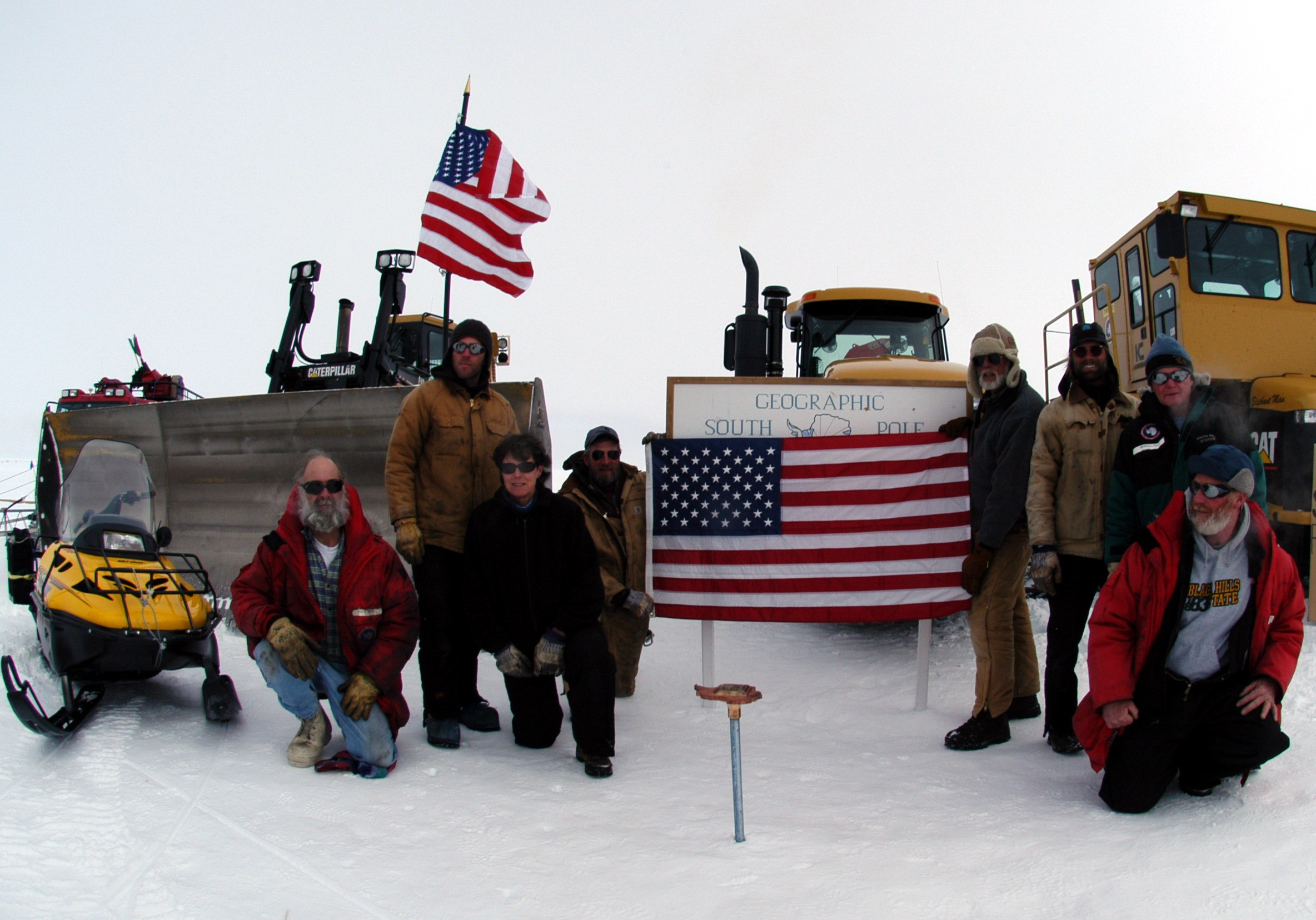
Fin de la construction de l'autoroute au pôle Sud le 23 décembre 2005.